# Bibury Animation Studios
Bibury Animation Studios G.K. (jap. 合同会社バイブリーアニメーションスタジオ Gōdō-gaisha Baiburī Animēshon Sutajio) – japońskie studio animacji z siedzibą w Mitace, w aglomeracji Tokio, założone 1 maja 2017 roku.

## Historia
Bibury Animation Studios zostało założone 1 maja 2017 przez Tensho, reżysera serii takich jak Kin-iro Mosaic, Grisaia no kajitsu i Rewrite. Nazwa studia pochodzi od wsi Bibury w Anglii. Przez pierwsze dwa lata istnienia firmy, studio działało głównie jako podwykonawca, świadcząc przede wszystkim usługi animacji międzyklatkowej. W 2019 roku studio wyprodukowało swoje pierwsze duże dzieło, film Grisaia: Phantom Trigger the Animation, którego reżyserią zajął się Tensho, reżyser poprzednich odsłon serii i założyciel firmy. W tym samym roku studio stworzyło też swój pierwszy serial telewizyjny – Azur Lane: The Animation.

## Produkcje

### Seriale telewizyjne
| Rok       | Tytuł                                                                     | Reżyser(zy)      | Liczba odcinków | Uwagi                                                                                | Przypisy |
| --------- | ------------------------------------------------------------------------- | ---------------- | --------------- | ------------------------------------------------------------------------------------ | -------- |
| 2019–2020 | Azur Lane: The Animation                                                  | Tensho           | 12              | Na podstawie gry wideo produkcji Shanghai Manjuu i Xiamen Yongshi.                   | [ 4 ]    |
| 2021      | The Quintessential Quintuplets 2                                          | Kaori            | 12              | Sequel The Quintessential Quintuplets.                                               | [ 5 ]    |
| 2022      | Black Rock Shooter: Dawn Fall                                             | Tensho           | 12              | Na podstawie postaci stworzonych przez Huke. We współpracy z Bibury Animation CG.    | [ 6 ]    |
| 2022      | Prima Doll                                                                | Tensho           | 12              | Na podstawie projektu multimedialnego produkcji Key.                                 | [ 7 ]    |
| 2023      | Magical Destroyers                                                        | Hiroshi Ikehata  | 12              | Własna twórczość.                                                                    | [ 8 ]    |
| 2023      | The 100 Girlfriends Who Really, Really, Really, Really, Really Love You   | Hikaru Sato      | 12              | Na podstawie mangi autorstwa Rikito Nakamury i Yukiko Nozawy.                        | [ 9 ]    |
| 2025      | Grisaia: Phantom Trigger the Animation                                    | Kousuke Murayama | 13              | Na podstawie gry wideo produkcji Frontwing.                                          | [ 10 ]   |
| 2025      | The 100 Girlfriends Who Really, Really, Really, Really, Really Love You 2 | Hikaru Sato      | 12              | Drugi sezon The 100 Girlfriends Who Really, Really, Really, Really, Really Love You. | [ 11 ]   |
| 2025      | Witch Watch                                                               | Hiroshi Ikehata  | 26              | Na podstawie mangi autorstwa Kenty Shinohary.                                        | [ 12 ]   |

### Filmy
| Rok  | Tytuł                                            | Reżyser(zy)     | Uwagi                                          | Przypisy |
| ---- | ------------------------------------------------ | --------------- | ---------------------------------------------- | -------- |
| 2019 | Grisaia: Phantom Trigger the Animation           | Tensho          | Sequel Grisaia no kajitsu.                     | [ 3 ]    |
| 2020 | Grisaia: Phantom Trigger the Animation Stargazer | Kōsuke Murayama | Sequel Grisaia: Phantom Trigger the Animation. | [ 13 ]   |
| 2022 | The Quintessential Quintuplets Movie             | Masato Jinbo    | Sequel The Quintessential Quintuplets 2.       | [ 14 ]   |